# Повелитель драконів
«Повелитель драконів» (нім. Drachenreiter, англ. Dragon Rider) — повнометражний анімаційний фільм у жанрі фентезі, оснований на однойменному романі Корнелії Функе. Головних героїв картини (в англ. версії) озвучили Фредді Гаймор, Фелісіті Джонс, Патрік Стюарт і Томас Сангстер.
У Німеччині прем'єра картини відбулася 6 серпня, в Україні — 27 липня.

## Сюжет
У пошуках нового будинку для свого роду молодий срібний дракон, його подруга-кобольд і хлопчик-сирота Бен вирушають в неймовірну подорож через Гімалаї.

## Виробництво
Старт виробництва фільму «Повелитель драконів» був оголошений 8 червня 2017 року. За сценарій екранізації роману, вперше опублікованого в 1997 році, взявся Джонні Сміт, а за постановку стрічки — режисер Томер Ешед. Анімація була створена за замовленням компанії Constantin Movie в студіях Rise FX South Studios і Cyborn Studios. Робота над фільмом проходила в Берліні, Мюнхені і Антверпені. За фінанси відповідав Фонд кіно Баварії (FilmFernsehFonds Bayern).

## Реліз
У Португалії прем'єра стрічки відбудеться 2 липня 2020 року, у Німеччині — 6 серпня, в Аргентині — 3 вересня, в Туреччині — 2 жовтня, і в Словаччині — 22 жовтня.

## Маркетинг
Перший оригінальний (німецький) тизер-трейлер фільму був опублікований в інтернеті компанією Constantin Film 6 березня 2020 року.